# 頸
頸（neck），又稱脖子、頸項、項、脰，閩南語頷頸，通常指生物身體連接頭和軀幹間的一部份。

## 人類
人體的頸部藏有頸椎（頸部的骨骼），以及許多重要的血管（頸動脈、頸靜脈）、氣管（呼吸器官）、喉部（發聲器官）、食道（消化器官），以及一些肌肉、皮膚、神經、淋巴結及結締組織等。

## 引申用語
頸也可以指一些事物中較窄的地方，如「樽頸」即瓶子的較窄部份，也可以引申為道路中較窄的地方，例：「樽頸路段」。

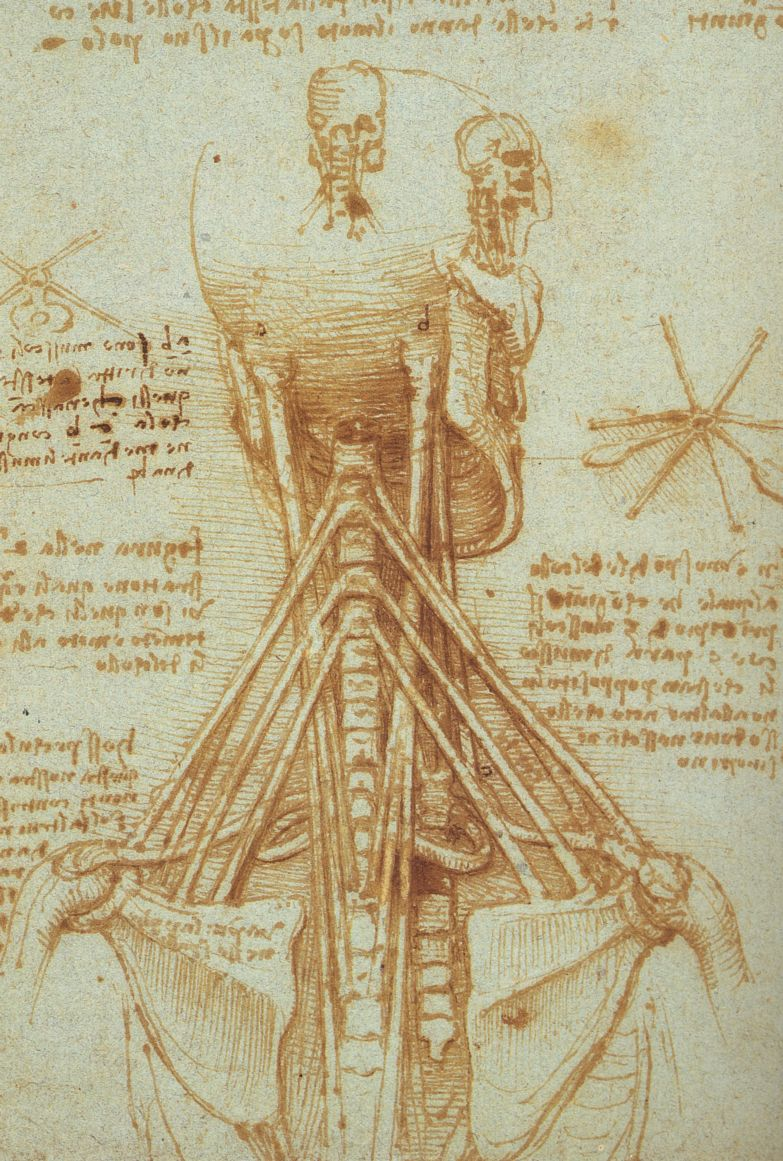
達文西繪畫的人體頸部剖析圖
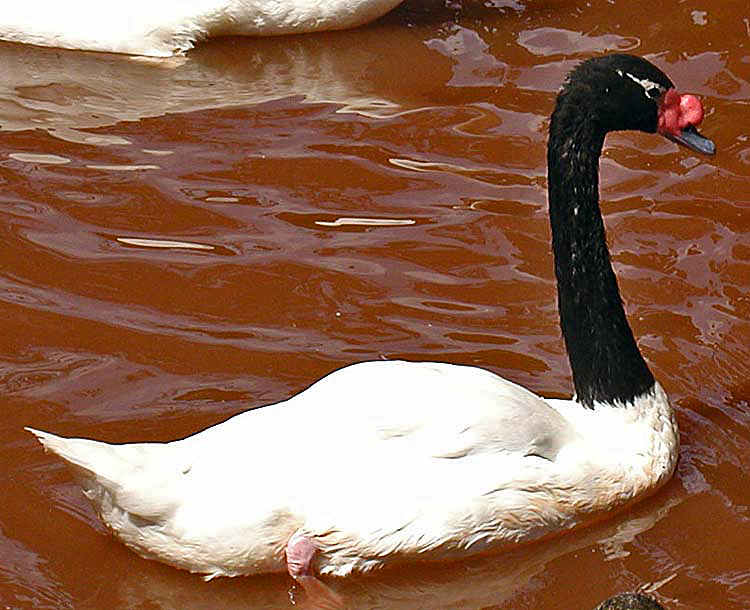
來自南美的黑頸天鵝
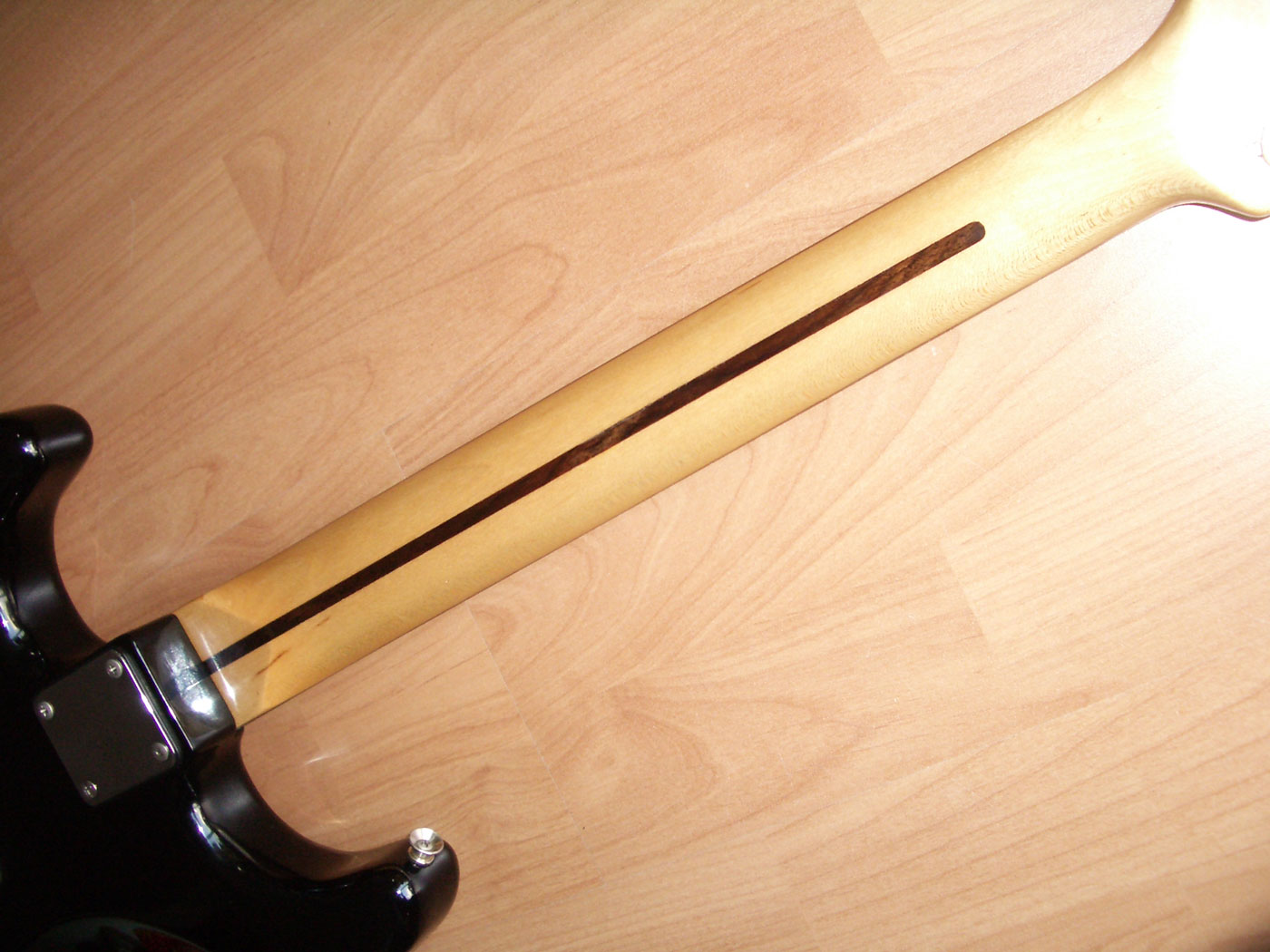
從電結他的背面看琴頸部份（淺棕色）

## 延伸阅读
[在维基数据编辑]
 《欽定古今圖書集成·明倫彙編·人事典·頸部》，出自陈梦雷《古今圖書集成》

## 外部連結
- 週邊神經系統(Peripheral nerve)-Cervical plexus(頸神經叢) （页面存档备份，存于）